# Photoscotosia funebris
Photoscotosia funebris är en fjärilsart som beskrevs av W. Warren 1895. Photoscotosia funebris ingår i släktet Photoscotosia och familjen mätare. Inga underarter finns listade i Catalogue of Life.